# Troglocaris (Troglocaridella) hercegovinensis
Troglocaris (Troglocaridella) hercegovinensis is een garnalensoort uit de familie van de Atyidae. De wetenschappelijke naam van de soort is voor het eerst geldig gepubliceerd in 1922 door Babic.